# Провінція Кодзуке
Провінція Кодзуке (яп. 上野国 — кодзуке но куні, «країна Кодзуке»; 上州 — дзьосю, «провінція Кодзуке») — історична провінція Японії у регіоні Канто на сході острова Хонсю. Відповідає сучасній префектурі Ґумма

## Короткі відомості
Віддавна Кодзуке була складовою Кену но куні (毛野国), держави прото-айнських племен еміші, яка у 7 столітті була поділена яматоськими монархами на дві адміністративні одиниці — Сімоцукену (下毛野, «нижнє Кену») і Каміцукену (上毛野, «верхнє Кену»). Згодом Каміцукену стало читатися як Кодзуке. Її провінційний уряд знаходився у сучасному місті Маебасі.
Оскільки землі провінції були населені еміші, центральний уряд країни почав поселяти сюди імігрантів з континенту, насамперед біженців з корейських держав Пекче і Когурьо. Останні поширили у Кодзуке скотарство. У зв'язку з цим провінція стала постачати двору відбірних коней, якими славилась до середини 18 століття.
Провінція Кодзуке була також одним із місць зародження самурайства. Воно слугувало щитом між яматоським двором і еміші. На 12 століття місцеві самураї стали економічно незалежними, що дозволило їм підтримати рід Мінамото у створенні першого військового уряду — сьоґунату.
У 13 столітті землі провінції належали роду Адаті, але були конфісковані родом Ходзьо, фактичними правителями Камакурського сьоґунату. Після повалення останнього, Кодзуке стала володінням родини Уесуґі, під контролем якого перебувала 16 століття. Згодом, ці землі захопив рід Ґо-Ходзьо.
У період Едо (1603—1867) на території Кодзуке було утворено ряд дрібних ленів хан, якими володіли роди Сакаї, Мацудайра, Санада та інші.
У результаті адміністративної реформи 1871 року, провінція Кодзуке була перетворена напрефектуру Ґунма.

## Повіти
- Аґацума 吾妻郡
- Ґунма 群馬郡
- Канра 甘楽郡
- Катаока 片岡郡
- Мідо 緑野郡
- Нава 那波郡
- Нітта 新田郡
- Оора 邑楽郡
- Саі 佐位郡
- Сета 勢多郡
- Таґо 多胡郡
- Тоне 利根郡
- Усуі 碓氷郡
- Ямада 山田郡